# Mirosław Fazan
Mirosław Fazan (ur. 15 lipca 1933 w Kamienicy Polskiej, zm. 1 października 2004) – polski filolog, historyk i politolog, doktor habilitowany nauk humanistycznych, profesor nadzwyczajny Uniwersytetu Śląskiego.

## Życiorys
Ukończył studia na Wydziale Filologicznym Uniwersytetu Jagiellońskiego, następnie podjął pracę jako nauczyciel i bibliotekarz. W 1964 został zatrudniony w Śląskim Instytucie Naukowym w Katowicach, gdzie w latach 1980–1988 był kierownikiem Zakładem Kultury Regionu. Równocześnie był nauczycielem akademickim Uniwersytetu Śląskiego, najpierw Wydziału Filologicznego, a później od 1984 Wydziału Nauk Społecznych. W 1980 otrzymał stopień naukowy doktora w zakresie politologii, a w 1992 na podstawie dorobku naukowego oraz rozprawy pt. Polskie życie kulturalne na Śląsku Cieszyńskim w latach 1842/48-1920 stopień doktora habilitowanego nauk humanistycznych w zakresie historii, specjalność: historia. Został profesorem nadzwyczajnym UŚl.
Od 1988 był redaktorem Śląskiego Słownika Biograficznego, a w latach 1993–2003 kierownikiem Podyplomowego Studium Dziennikarskiego w Instytucie Nauk Politycznych i Dziennikarstwa WNS UŚl.

## Życie prywatne
Był żonaty z Wandą Dziadkiewicz-Fazan, dyrektor Biblioteki Uniwersytetu Śląskiego.

## Odznaczenia
- Krzyż Kawalerski Orderu Odrodzenia Polski
- Złoty Krzyż Zasługi
- Odznaka Zasłużony Działacz Kultury[1]